# Riel
För den kanadensiske politikern, se Louis Riel.
Ny riel (khmer: រៀល) är den valuta som används i Kambodja. Valutakoden är KHR (för Khmer Riel). 1 riel = (10 kak) = 100 sen.
Valutan infördes 1980 och ersatte den tidigare riel som gällde åren 1952–1975 som i sin tur ersatte den tidigare franska Indokinapiastern. Under inbördeskrigsåren 1975–1980 saknade Kambodja en fungerande valuta.
På grund av den höga inflationen används parallellt även USA-dollar (USD) i landet mot en lokal kurs om cirka 1 USD = 3000 KHR. Man använder dollarsedlar och som underenhet används i regel rielsedlar.

## Användning
Valutan ges ut av Kambodjas riksbank, som grundades 23 december 1954, ombildades 1979 och har sitt huvudkontor i Phnom Penh.

## Valörer
- mynt: inga rielmynt
- underenhet: används ej, tidigare sen
- sedlar: 50, 100, 500, 1000, 5000, 10 000 och 50 000 KHR